# Rincón (California)
Rincón es un área no incorporada ubicada en el condado de San Diego en el estado estadounidense de California. Rincón se encuentra ubicada dentro de Pauma Valley justo al lado de la Ruta Estatal de California 76 y la Ruta de Condado S6.

## Geografía
Rincón se encuentra ubicada en las coordenadas 33°17′N 116°57′O / 33.283, -116.950.